# Роз'їзд 69 (Росія)
Роз'їзд 69 (рос. Разъезд 69) — селище у складі Могойтуйського району Забайкальського краю, Росія. Входить до складу Ушарбайське сільського поселення.

## Населення
Населення — 14 осіб (2010; 15 у 2002).
Національний склад (станом на 2002 рік):
- росіяни — 80 %